# Brodečka

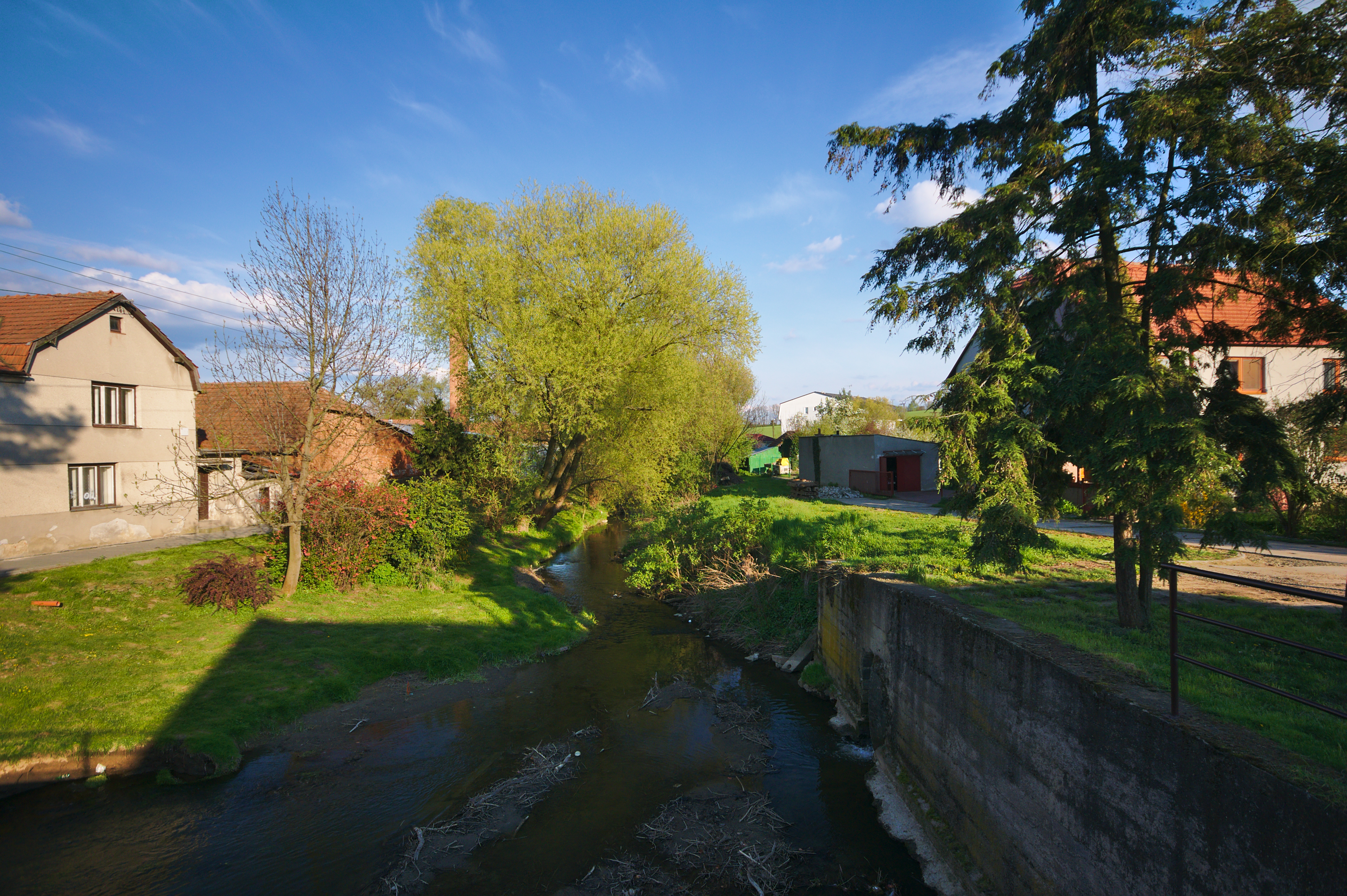
Potok Brodečka v Brodku u Prostějova

Brodečka (též Broděnka) je potok na Hané, protékající Brodkem u Prostějova a podle Brodku je také pojmenován. Je to největší přítok řeky Hané, do které se vlévá zleva u obce Mořice nad Hanou (okr. Prostějov). Pramení na Drahanské vrchovině, jihovýchodně od Drahan. Na jejím nejhořejším toku ji místní obyvatelé a starší mapy nazývají Drahanský potok. Protéká zalesněným vojenským výcvikovým prostorem Březina, kde je pohyb osob bez povolení zakázán, a vodní nádrží u Myslejovic. Odvodňuje plochu 75,5 km², celý tok pak měří 33 km.